# Caravaggio (miniserie televisiva 1967)
Caravaggio è uno sceneggiato televisivo italiano. Andò in onda in prima visione sulla Rai nell'ottobre del 1967. La regia è di Silverio Blasi. La fiction è basata sulla vita del pittore italiano Michelangelo Merisi da Caravaggio.